# Ernest Ier de Saxe-Altenbourg
Ernest Ier de Saxe-Altenbourg (16 septembre 1826 - 7 février 1908) est duc de Saxe-Altenbourg de 1853 à 1908.

## Biographie
Fils aîné de Georges de Saxe-Altenbourg, Ernest Ier, il meurt sans héritier mâle et c'est son neveu Ernest II qui lui succède en 1908.

## Famille

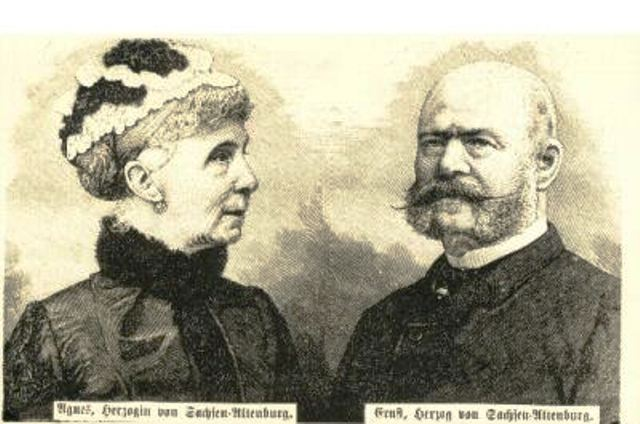
Le duc et la duchesse de Saxe-Altenbourg vers 1870.

Il épouse, le 28 avril 1853 à Dessau, la duchesse Agnès d'Anhalt-Dessau (1824-1897), fille du duc Léopold IV d'Anhalt et de la duchesse Frédérique-Wilhelmine de Prusse. Ils ont deux enfants.
- Marie de Saxe-Altenbourg (2 août 1854 - 8 octobre 1898) épouse le prince Albert de Prusse (8 mai 1837 - 13 septembre 1906), dont descendance ;
- Georges de Saxe-Altenbourg, duc de Saxe-Altenbourg (1er février 1856 - 29 février 1856), célibataire, sans enfants.

## Distinctions

### Décorations allemandes

#### Duché d'Anhalt
- Grand-croix de l'Ordre d'Albert l'Ours (3 janvier 1852)

#### Grand-duché de Bade
- Chevalier de l'Ordre de la Fidélité (1881)
- Chevalier de l'Ordre de Berthold Ier (1881)

#### Royaume de Bavière
- Chevalier de l'Ordre de Saint-Hubert (1853)

#### Duché de Brunswick
- Grand-croix de l'Ordre d'Henri le Lion (1876)

#### Royaume de Hanovre
- Chevalier de l'Ordre de Saint-Georges (1855)
- Grand-croix de l'Ordre royal des Guelfes
- Grand-croix de l'Ordre d'Ernest-Auguste

#### Grand-duché de Mecklembourg-Schwerin
- Grand-croix de l'Ordre de la Couronne de Wende
- Croix du Mérite militaire

#### Duché de Nassau
- Chevalier de l'Ordre du Lion d'or de la maison de Nassau

#### Grand-duché d'Oldenbourg
- Grand-croix de l'Ordre du Mérite du duc Pierre-Frédéric-Louis (9 février 1852)

#### Royaume de Prusse
- Chevalier de l'Ordre de l'Aigle Noir
- Grand-croix de l'Ordre de l'Aigle Rouge
- Grand-commandeur de l'Ordre de Hohenzollern
- Chevalier de l'Ordre protestant de Saint-Jean
- Croix de fer (2e classe)

#### Royaume de Saxe
- Chevalier de l'Ordre de la Couronne de Saxe (1848)

#### Duché de Saxe-Altenbourg
- Grand-croix de l'Ordre de la Maison ernestine de Saxe (3 août 1853)

#### Grand-duché de Saxe-Weimar-Eisenach
- Grand-croix de l'Ordre du Faucon blanc (24 février 1849)

#### Principauté de Schaumbourg-Lippe
- Grand-croix de l'Ordre de la Maison de Lippe

#### Royaume de Wurtemberg
- Grand-croix de l'Ordre de la Couronne de Wurtemberg (1868)

### Décorations étrangères

#### Empire d'Autriche
- Grand-croix de l'aOrdre de Saint-Étienne de Hongrie (1859)

#### Royaume de Belgique
- Grand-cordon de l'Ordre de Léopold

#### Royaume de Danemark
- Chevalier de l'Ordre de l'Éléphant (28 octobre 1882)

#### Royaume des Pays-Bas
- Chevalier grand-croix de l'Ordre du Lion néerlandais (15 mai 1866)

#### Empire ottoman
- Ordre de l'Osmaniye (1862)

#### Royaume de Roumanie
- Grand-croix de l'Ordre de l'Étoile de Roumanie

#### Empire russe
- Chevalier de l'Ordre de Saint-André
- Chevalier de l'Ordre impérial et militaire de Saint-Georges (4e classe)

#### Royaume de Serbie
- Grand-croix de l'Ordre de la Croix de Takovo

#### Royaume de Suède
- Chevalier de l'Ordre des Séraphins (24 février 1864)

#### Grand-duché de Toscane
- Grand-croix de l'Ordre militaire de Saint-Étienne